# Вердум
Вердум (њем. Werdum) општина је у њемачкој савезној држави Доња Саксонија. Једно је од 19 општинских средишта округа Витмунд. Према процјени из 2010. у општини је живјело 714 становника. Посједује регионалну шифру (AGS) 3462017.

## Географски и демографски подаци
Вердум се налази у савезној држави Доња Саксонија у округу Витмунд. Општина се налази на надморској висини од 2 метра. Површина општине износи 18,4 km². У самом мјесту је, према процјени из 2010. године, живјело 714 становника. Просјечна густина становништва износи 39 становника/km².